# Natalia Lipman
Natalia Lipman (ur. 22 stycznia 1890 w Kielcach, zm. ?) – polska aktorka żydowskiego pochodzenia. 

## Kariera artystyczna
Występowała w Teatrze Żydowskim w Łodzi i w Teatrze Nowości w Warszawie m.in. w przedstawieniu ludowym Króla-wesołka (Mejlech-Frejlech) w reżyserii Michała Brandta. Wystąpiła w kilku przedwojennych żydowskich filmach i sztukach teatralnych w języku jidysz.
Była dwukrotnie zamężna. Drugim jej mężem był Mojżesz Lipman, dyrektor trupy teatralnej a następnie Teatru Żydowskiego w Łodzi. Jej córka z pierwszego małżeństwa, Sara Poznańska, również była aktorką teatralną.  

## Filmografia
- 1929: W lasach polskich
- 1947: My, którzy przeżyliśmy[4]

## Teatr
- 1927: Vikt – pierwsza w Europie żydowska sztuka komediowa w reżyserii Zygmunta Turkowa[5]